# Pere de Queralt i d'Icart
Pere de Queralt i d’Icart (Santa Coloma de Queralt, 23 de setembre de 1550 – castell d'El Catllar, 5 de setembre de 1606) va ser el primer comte de Santa Coloma, fill de Guerau de Queralt i Cardona i Comtessina d’Icart.
Possiblement, Pere va créixer a Barcelona, atès que el seu pare estava immers en la vida política de la ciutat. El 1572 s'hi troba, participant el 8 de maig en una justa a la plaça del Born. L'abril de 1587, la Diputació del General l'envia a la cort de Felip II de Castella per tractar els capítols del redreç que s'havien aprovat en les Corts Generals de 1585 i altres demandes dels diputats. Pere restarà a Madrid fins al maig de 1589.
El 7 de febrer de 1590 signa els capítols matrimonials amb Maria Codina i de Cardona, amb qui es casarà el 1591. De tots els fills de parella, arribaran a l'edat adulta Ramon, Dalmau, Jeroni i Magina. El 9 de febrer de 1595, emmalalteix greument, però aconsegueix recuperar-se. L’octubre d’aquest mateix any, mor el seu pare Guerau, convertint-se ell en baró.
Segons Manuel Güell, va ser “una de les principals preocupacions dels consols tarragonins, dins la seva política antisenyorial al Camp de Tarragona”. La participació de Pere en la Junta de Reclutament per a les guerres del Rosselló (1597-98) va ser recompensada per Felip III de Castella en les Corts Generals de 1599, en les quals el monarca ascendeix la baronia de Santa Coloma a comtat.
El 1600 és nomenat cavaller de l’ordre de Santiago; el 1603, demana permís al virrei de Catalunya, duc de Monteleón, per poder explotar les mines de la seva vila natural. La Corona li concedeix amb la condició que en doni la sèptima part a la Corona, i la reserva per al monarca de les eventuals mines d'or. Vers aquestes dates ordena construir  la Font de la Petxina al Pati d’Armes del Castell.
Amb la Universitat de Santa Coloma manté un pols jurídic sobre la tributació de les cises, que s’estendrà durant els anys del senyoriu de Dalmau de Queralt.
El 2 de setembre de 1606 dicta testament, poc abans de morir el dia 5 al castell de Catllar. El seu cos va ser enterrat a Santa Maria de Bell-lloc, a Santa Coloma de Queralt.